# 近灯塔龙属
近灯塔龙（学名：Plesiopharos，取自希腊语单词πλησίος／plesios「接近」及φάρος／pharos「灯塔」，指正模标本发现于一座灯塔附近 + ［来自圣佩德罗德］摩尔）是蛇颈龙目已灭绝的一个属，来自葡萄牙早侏罗世科英布拉组。其化石发现于大马里尼亚（Marinha Grande）的圣佩德罗-德摩尔（São Pedro de Moel），这也是模式种摩尔近灯塔龙（Plesiopharos moelensis）种加词的来源。
该物种发表时（2021年）是伊比利亚半岛已知最完整、最古老的蛇颈龙目。

## 发现

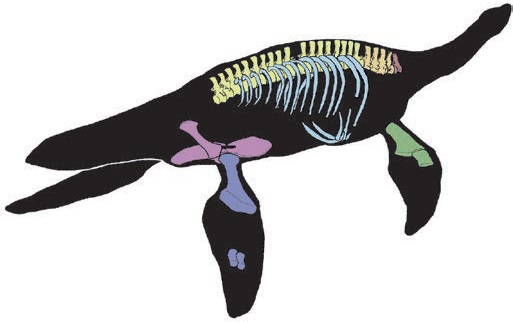
已知材料

化石由两位收集者安东尼奥·席尔瓦（António Silva）及维多·特谢拉（Vítor Teixeira）先后于1999及2012年发现，后于2017捐给洛里尼扬博物馆并在恐龙公园实验室中进行完整清修。

## 描述
近灯塔龙正模标本（ML 2302）由前鳍肢（肱骨和桡骨）、右后鳍肢（股骨）、骨盆带（耻骨、髂骨和坐骨）、胸带（椎骨、肋骨和腹肋）及颈部（颈椎）的各自一部分组成，可能是一只身长介于2.5至2.8（8英尺2英寸至9英尺2英寸）之间的成年动物。

## 分类
摩尔近灯塔龙被分类为蛇颈龙亚目的基干成员。

## 古环境

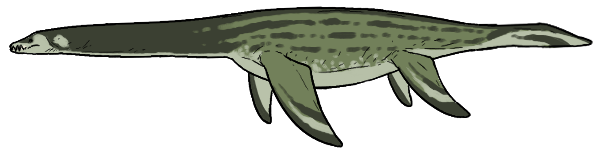
复原图

摩尔近灯塔龙发现于大马里尼亚圣佩德罗-德摩尔昆卡海滩（Praia da Concha），出土自隶属科英布拉组的一层中，时间可追溯至锡内穆阶。